# 蔡伸
蔡伸（1088年—1156年），字伸道，号友古居士，福建莆田人，南宋词人，蔡襄之孙。

## 生平
政和五年（1115）进士，与秦桧同科。历任徐州、楚州、饶州、真州等四州通判，滁州、徐州、得安州、和州等州的知州。官至宝谟阁学士、徽猷阁待制、左中大夫。

## 著作
- 《友古居士词》